# Verdão
Estádio Governador José Fragelli, cunoscut pe larg ca Verdão, a fost un stadion multifuncțional din Cuiabá, Brazilia. Stadionul, construit în 1946, a fost demolat în 2010 pentru a face loc noului stadion Arena Pantanal construit special pentru Campionatul Mondial de Fotbal 2014. Înainte de demolare stadionul avea capacitatea de 40.000 de locuri.